# کابارایامولا
کابارایامولا (به لاتین: Kabarayamulla) یک منطقهٔ مسکونی در سری‌لانکا است که در استان جنوبی (سری‌لانکا) واقع شده‌است.